# 이동엽 (화가)
이동엽(李東熀, 1946년 4월 29일~2013년 8월 15일)은 대한민국의 화가이다. 언론 등에서 단색화 1세대 중 한 명으로 뽑히며, 첫 단색화 전시로 일컬어지는 1975년 일본 도쿄화랑 '한국 5인의 작가-다섯 가지의 흰색' 전에 참여했다.

## 수상 내역
- 1972년: 제1회 앙데팡당전 대상
- 1974년: 3인 공동 국가상
- 1980년: 제7회 한국미술대상전 대상

## 같이 보기
- 존재론
- 영원 회귀
- 여백 (회화)
- 선종
- 도교
- 미니멀리즘
- 추상표현주의